# Ajdovščina
Ajdovščina ([ˈa:jdouʃʧina], olaszul Aidussina [ajˈdussina], németül Haidenschaft [ˈhaedənʃaft]) város és az azonos nevű község központja Szlovéniában, 18 km-re az olasz határtól, Primorska tájegység és Goriška statisztikai régió területén.

## Fekvése
A város a szlovén karsztvidéken fekszik, Ljubljanától 50 km-re délnyugatra, Nova Goricától 20 km-re keletre a Vipava völgyében. Postojna és Nova Gorica közötti műút kb. felén található.

## Története
Az ókorban, a stratégiailag fontos Via Gemina, Aquileia és Emona (Ljubljana) közötti szakaszán, Castra ad Fluvium Frigidum néven jegyzik először i. e. 200-ban, de már i. e. 2000-től lakott hely. Futárállomás és egy megerősített tábor áll a város helyén. Itt nyert csatát 394-ben I. Theodosius római császár, Eugenius ellenében, a Frigidus (maiVipava) mentén.
Castra sorsa 451-ben pecsételődik meg, mikor a hunok, Attila vezetésével felégetik.
A középkorban Krajna része, majd a napóleoni háborúk után az osztrák Tengermellék tartományhoz csatolják.
Az I. világháború után Olaszország szerzi meg, a II. világháború után Jugoszlávia az új gazda. 1991-ben függetlenedik Szlovéniával együtt.

## Gazdasága
Gyümölcstermesztő vidék. A Vipava völgyében szőlők és gyümölcsösök váltják egymást. Borospincéi vörösbort rejtenek. Feldolgozóipara is e nyersanyagokra alapoz. Híres a Fructal gyümölcsléüzem.
Ezeken kívül jelentős fa-, bútor- és textilipara van.

## Éghajlata
A városka klímája mediterrán, ezért a tél enyhe (min. -1 °C, max. 17 °C), a nyár viszont meleg (min. 20 °C, max. 39 °C). A hegyekből lezúduló bóra miatt az építkezéseknél egy sajátos „stílus” alakult ki, a mediterrán épületek tetejére köveket tesznek, hogy megvédjék a cserepeket a szél erejétől. Ez az építkezési forma érdekessé teszi a település látképét is.

## Híres emberek
- Martin Baučer (1595–1668) – történész
- Anton Cebej (1722–1774) – festő
- Josip Križaj (1911–1948) – pilóta
- Karel Lavrič (1818–1876) – politikus
- Danilo Lokar (1892–1989) – szerző
- Veno Pilon (1896–1970) – festő
- Edi Šelhaus (1919–2011) – fényképész
- Avgust Žigon (1877–1941) – irodalomtörténész

## Sport
A város első osztályú (Prva Liga Telekom Slovenije) futballcsapata a Nogometni Klub Primorje. A közelben található egy 1080 m-es, füves sportrepülőtér is.